# Norma Azucena Rodríguez Zamora
Norma Azucena Rodríguez Zamora (Tihuatlán, 7 de febrero) es una ingeniera y política mexicana integrante del Partido de la Revolución Democrática y diputada federal en la LXIV Legislatura del Congreso de la Unión de México.
Desde el 28 de agosto de 2018 representa a la tercera circunscripción federal, la cual abarca al estado de Veracruz, Campeche, Chiapas, Oaxaca, Quintana Roo, Tabasco y Yucatán, y fue elegida por el principio de representación proporcional. 
Dentro de la Cámara de Diputados se desempeña como Secretaría en la Comisión de Comunicaciones y Transportes y como Integrante de la Comisión de Desarrollo Metropolitano, Urbano, Ordenamiento Territorial y Movilidad y de la Comisión de Federalismo y Desarrollo Municipal.

## Estudios
Norma Azucena Rodríguez Zamora estudió Ingeniería Industrial, con una especialidad en Calidad y Productividad entre agosto del 2004 y febrero de 2008 en el Instituto Tecnológico de Poza Rica. 

## Carrera política
Es consejera nacional de su partido del 2015 a la fecha. 
Y fue primera regidora en el municipio de Tihuatlán - Veracruz del 2014-2017.

## Secuestro
El 15 de agosto de 2018 diversos medios de comunicación mexicanos reportaron el secuestro de Norma Azucena. Según los reportes ella y su asistente quien iba conduciendo estaban viajando por carreteras de Hidalgo cuando dos hombres armados alcanzaron el vehículo de la ahora diputada y dispararon en su contra causando lesiones en el conductor y la volcadura del mismo. Norma Azucena fue sacada del automóvil y forzada a subir al vehículo de los hombres armados, sin embargo, al día siguiente fue puesta en libertad.  
Por seguridad de la diputada no se han revelado más detalles del incidente. 

## Vida personal
Nació en Tihuatlán, Veracruz. Es la hija mayor de Leopoldo Rodríguez López y Norma Alicia Zamora Solís, tiene dos hermanos, Blanca Ercilla Rodríguez Zamora y José Daniel Rodríguez Zamora.